# Campionati mondiali di bob 1955
I Campionati mondiali di bob 1955, quindicesima edizione della manifestazione organizzata dalla Federazione Internazionale di Bob e Skeleton, si sono disputati a Sankt Moritz, in Svizzera sulla pista Olympia Bobrun St. Moritz–Celerina, il tracciato naturale sul quale si svolsero le competizioni del bob e dello skeleton ai Giochi di Sankt Moritz 1928 e di Sankt Moritz 1948 e le rassegne iridate maschili del 1931, del 1935, del 1937 (limitatamente al bob a quattro), del 1938 e del 1939 (solo bob a due) e del 1947 per entrambe le specialità maschili. La località elvetica ha ospitato quindi le competizioni mondiali per la quinta volta nel bob a quattro e per la quarta nel bob a due uomini.
L'edizione ha visto dominare la Svizzera che si aggiudicò entrambe le medaglie d'oro, una d'argento e una di bronzo sulle sei disponibili in totale, lasciando agli Austria un argento e alla Germania Ovest un bronzo. I titoli sono stati infatti conquistati nel bob a due uomini da Fritz Feierabend e Harry Warburton e nel bob a quattro da Franz Kapus, Gottfried Diener, Robert Alt e Heinrich Angst.

## Risultati

### Bob a due uomini
| Pos. | Atleti                           | Nazione  |
| ---- | -------------------------------- | -------- |
|      | Fritz Feierabend Harry Warburton | Svizzera |
|      | Paul Aste Josef Isser            | Austria  |
|      | Franz Kapus Heinrich Angst       | Svizzera |

### Bob a quattro
| Pos. | Atleti                                                    | Nazione        |
| ---- | --------------------------------------------------------- | -------------- |
|      | Franz Kapus Gottfried Diener Robert Alt Heinrich Angst    | Svizzera       |
|      | Fritz Feierabend Aby Gartmann Harry Warburton Rolf Gerber | Svizzera       |
|      | Franz Schelle Jakob Nirschl Hans Henn Edmund Koller       | Germania Ovest |

## Medagliere
| Posizione | Nazione        | Oro | Argento | Bronzo | Totale |
| --------- | -------------- | --- | ------- | ------ | ------ |
| 1         | Svizzera       | 2   | 1       | 1      | 4      |
| 2         | Austria        | 0   | 1       | 0      | 1      |
| 3         | Germania Ovest | 0   | 0       | 1      | 1      |
| Totale    | Totale         | 2   | 2       | 2      | 6      |